# Fredy Jönsson
Fredy Evert Jönsson, född 5 augusti 1933 i Raus församling i Helsingborg, död 26 juni 2003 i Kvistofta församling i Helsingborg, var en svensk revyartist och skådespelare från Helsingborg.
Jönsson var en välkänd nöjesprofil i Skåne. Han debuterade som 15-åring i IOGT:s amatörrevy i Helsingborg. Under tio år medverkade han i revyn Vårluft som arrangerades av Helsingborgs Dagblad. Från 1965 drev han Hälsingborgsrevyn med stor framgång, först tillsammans med Hasse Jacobsson, senare med Rune Nilsson. I TV-serien Sicken vicka 1970 bildade han par med revykungen Ingvar Andersson.
Han framträdde även som skådespelare i farser, musikaler och operetter. Han var flitigt engagerad hos Anders Aldgård på Nöjesteatern i Malmö, där han medverkade i publiksuccéer som till exempel Arsenik och gamla spetsar 1991, Pippi Långstrump 1993, My Fair Lady 1995 och Vita hästen 1998. Tre somrar medverkade han i utomhusföreställningarna på Fredriksdalsteatern i Helsingborg, först tillsammans med Nils Poppe i Den glade soldaten Bom 1969, senare med efterträdaren Eva Rydberg i Sicken ärta 1998 och Hon jazzade en sommar 2002.
Först vid pensionsåldern började Jönsson ägna sig åt teater på heltid. Från början arbetade han som herrfrisör och senare var han anställd inom fritidsförvaltningen. Under åren 1995-2003 bistod han med regihjälp åt Tommarpsrevyn på Österlen. Mellan 2001 och 2003 medverkade Jönsson hos Kent Nilsson i Arlövsrevyn.

## Teater

### Roller (ej komplett)
| År   | Roll                        | Produktion                                                       | Regi           | Teater              |
| ---- | --------------------------- | ---------------------------------------------------------------- | -------------- | ------------------- |
| 1969 | Stationskarl Sergeant Knopp | Den glade soldaten Bom Carro Bergkvist                           | Albert Gaubier | Fredriksdalsteatern |
| 1993 |                             | Pippi Långstrump Astrid Lindgren                                 | Gordon Marsh   | Nöjesteatern, Malmö |
| 2002 | Arne                        | Hon jazzade en sommar Adde Malmberg, Franz Arnold och Ernst Bach | Hans Bergström | Fredriksdalsteatern |